# Philipp Moog
Philipp Moog (né le 29 août 1961 à Munich) est un acteur, acteur de doublage, écrivain et scénariste allemand.

## Carrière
Philipp Moog a terminé ses études d'acteur de 1980 à 1983 à Munich. En 1983, le réalisateur George Roy Hill l’embauche pour son film La petite fille au tambour aux côtés de Diane Keaton et Klaus Kinski. Il part alors pour les États-Unis, où, de 1984 à 1986, il emtamme une formation supplémentaire à la Neighborhood Playhouse School of the Theater et à la Juilliard School à New York .
Après son retour des États-Unis, il obtient de nombreux engagements pour la télévision dont des séries policières comme Inspecteur Derrick, Le Renard ou Tatort.
Avec son collègue et co-auteur Frank Röth, Philipp Moog a écrit la série SK-Babies sur RTL  nommée pour le prix Adolf Grimme en 1997 dans la catégorie « Meilleure série ». De janvier à mai 2010, le Schlossparktheater de Berlin a présenté leur pièce Die Nadel der Kleopatra (L’aiguille de Cléopâtre) ,. Dans les rôles principaux, on y retrouve Cosma Shiva Hagen et Ingrid van Bergen.
En 2008, paraît chez M. DuMont Schauberg (DuMont-Verlag) son premier roman Lebenslänglich , qui sortira également en livre audio.
En plus de son travail devant la caméra et en tant qu'auteur, Philipp Moog travaille comme acteur de doublage depuis le début des années 1980 ,. Il prête sa voix également comme narrateur de livres audio .

## Filmographie (sélection)
- 1984 : La petite fille au tambour de George Roy Hill : Aaron
- 1985 : La Clinique de la Forêt-Noire : L’épreuve (Die Mutprobe) : Hannes
- 1987 : Derrick : L’affaire Goos (Mordfall Goos)
- 1987 : Le Renard : Meurtre certifié (Mord ist Mord) : Arno Falling
- 1988 : Derrick : Y compris meurtre (Mord inklusive) : Roland Kranz
- 1989 : Derrick : Le second meurtre (Der zweite Mord) : Bruno Hauser
- 1989 : Journal d’une paysanne de Joseph Vilsmaier : Un soldat
- 1990 : Le Renard : Christian (So gut wie tot) : Frederik Kamp

- 1990 -1991 : Wie gut, dass es Maria gibt (21 épisodes) : Markus Gnekow
- 1990 : Derrick : La descente en enfer (Höllensturz) : Benno Sebald
- 1990 : Derrick : Assurance retraite (Solo für Vier) : Hellwege
- 1990 : Le Renard : Christian (So gut wie tot) : Frederik Kamp
- 1991 : Go Trabi Go de Peter Timm
- 1991 : Derrick : Le cercle infernal (Verlorene Würde) : Gerhard Kuhnert
- 1991 : Derrick : Le génie en danger (Isoldes tote Freunde) : Berthold Dröger
- 1992 : Derrick : N’est pas tueur qui veut (Ein seltsamer Ehrenmann) : Berthold Masinger
- 1992 : Le Renard : Le grand-père d’Amérique (Der amerikanische Onkel) : Fabian Walter
- 1992 : Le Renard : Le grand-père d’Amérique (Der amerikanische Onkel) : Fabian Walter
- 1993 : Derrick : La compagne (Die Lebensgefährtin) : Max Scholz
- 1993 : Le Renard : Tel est pris qui croyait prendre (Die Ubermacht) : Patrick Schwedt
- 1993 : Le Renard : Tel est pris qui croyait prendre (Die Ubermacht) : Patrick Schwedt
- 1994 : Derrick : Cruauté, insensibilité, froideur (Das Plädoyer) : Wenk
- 1994 : Derrick : Le visage derrière la vitre (Gesicht hinter der Scheibe) : Adrian Scholl
- 1994 : Derrick : Diner avec Bruno (Abendessen mit Bruno) : Bruno Sasse

- 1994 : Le cascadeur : Le saut de la mort : Bernard Caratier
- 1994 : Blankenese (25 épisodes) : Eric Nicholaison
- 1995 : Derrick : Fantasme (Herr Widanje träumt schlecht) : Le Dr Dahlau
- 1995 : Le Renard : L’enfer de l’amour (Es war die Hölle) : Jeffry Bertier
- 1995 : Le Renard : L’enfer de l’amour (Es war die Hölle) : Jeffry Bertier
- 1996 : Derrick : Le secret de la confession (Die zweite Kugel) : Le pasteur Figgers
- 1996 : Derrick : Un bon avocat (Der Verteidiger) : Le Dr Ulrich Steinhoff
- 1996 : Le Renard : La mort de mon père (Der Tod meines Vaters) : Ronstedt fils
- 1996 : Commaissaire Léa Sommer : Nostalgie funeste (Säbelrasseln) : Olivier Hübner

- 1996 : Les Alsaciens ou les deux Mathilde de Michel Favart : Manfred von Wismar
- 1997 : Derrick : Le message universel (Das erste aller Lieder) : Bernhard Strobel
- 1997 : Un cas pour deux : Pari sur le mauvais cheval (Aufs falsche Pferd gesetzt) : Anatol Berghöffer
- 1997 : Le Renard : Deux morts pourquoi ? (Zwei Tote, wofür ?) : Hendrik Cadenbach

- 1999 : Le Renard : Contrat pour un meurtre (Auftrag für einen Mord) : Leonard Graf
- 1999 : Siska : Un mal pour un bien (Die 10% Bande) : Michael Weiß
- 1999 : Siska : Cynisme et opportunisme (Der Jobkiller) : Christoph Höller
- 2000 : Le Renard : Ressemblance fatale (Der Schatten des Todes) : Manfred Kolberg

- 2001 -2007 : Sperling (7 épisodes) : Falk Hoffmann
- 2001 : Le Renard : Une vie perdue (Ein verlorenes Leben) : Valentin Garda
- 2002 : Le Renard : Meurtres sur commande (Mord auf Bestellung) : Gerd Siegländer

- 2002 : Tatort : Tödliche Tagung : Le Dr Burkard
- 2002 : En quête de preuves : L’assassin aux deux visages (Das Zweite Gesicht) : Henning Behrend
- 2002 : Soko brigade des stups : Handlanger : Drexler
- 2002 : Soko brigade des stups: Blutopfer : Hanno Kastner

- 2003 : Siska : Jeu mortel (Tödliches Spiel) : Roland Stein
- 2003 : Le Renard : Le testament (Das testament des Doktor Z.) : Bruno Zobel
- 2003 : Le Renard : La fausse piste (Die falsche Spur) : Jens Fischer
- 2004 : Le Renard : Meurtre au petit matin (Tod im Morgengrauen) : Michael Ostermann

- 2005 : Tatort : Nur ein Spiel : Bernd Telwang
- 2006 : Un cas pour deux : Carton rouge (Doppelpass) : Walter Resch
- 2006 : Soko brigade des stups : Drei : Le Dr Lenz
- 2006 : Le Renard : Les enfants perdus (Verlorene Kinder) : Dirk Kamphaus
- 2007 : Le Renard : Jacob (Jakob) : Thomas Arndt

- 2007 : Tatort : Der Finger : Jaap van Halen
- 2007 : Tatort : Bienzle und die große Liebe : Paul Rapp
- 2008 : Alerte Cobra : Wer einmal lügt : Thomas Berger
- 2008 : Siska : Die Wahrheit : Ralf Marbach1991
- 2009 –2011 : Schnell ermittelt (12 épisodes) : Peter Feiler [9]

- 2009 : Soko brigade des stups : Letzter Halt Sophienplatz : Alexander Wittmann
- 2011 : Polizeiruf 110 : Cassandras Warnung : Mc Fly
- 2011 : Le Renard : Die Toten tun dir nichts : Mr Wolters
- 2013 : Alerte Cobra : Dasgroße Comeback : Koller

- 2015 : Soko brigade des stups : Sommer 94 : Frank Neubert
- 2017 : Polizeiruf 110 : Nachtdienst : Sebastian Kroll
- 2019 : Kommissarin Lucas : Die Unsichbaren : Walter-Maria Bäucker
- 2020 : Lange lebe die Königin de Richard Huber : Hardy Koch

## Acteur de doublage
- 1986 : Christian Slater dans Le Nom de la Rose
- 1991 : Christian Slater dans Robin des Bois, prince des voleurs
- 1994 : Ewan McGregor dans Petits meurtres entre amis
- 1999-2000 : Robert Floyd dans Sliders : Les Mondes parallèles
- 1999-2005 : Obi-Wan Kenobi dans Star Wars, épisodes 1-3
- 1999-2009 : Mikael Persbrandt dans la série policière suédoise Beck
- 2005 : Obi-Wan Kenobi dans Star Wars : The Clone Wars
- 2005-2014 : Neil Patrick Harris dans How I Met Your Mother
- 2006-2010 : Jamie Bamber dans Battlestar Galactica
- 2008-2012 : Peter Facinelli dans la saga Twilight
- 2014 : Grant Alan Show dans la série Devious Maids
- 2008-2014 : Obi-Wan Kenobi dans Star Wars : The Clone Wars
- 2014-2017 : Obi-Wan Kenobi dans Star Wars Rebels
- 2015 : Obi-Wan Kenobi dans Star Wars, épisode VII : Le Réveil de la Force

## Auteur
- 2008 : Lebenslänglich. Roman, DuMont Verlag,  (ISBN 978-3-8321-8075-1) [10]
- 2009 : Die Nadel der Kleopatra. Pièce de théâtre, Felix-Bloch-Erben Verlag [11]
- 2011 : Tod am Starnberger See –Sabine Thomas, Gmeiner-Verlag  (ISBN 978-3-8392-1103-8) [11]